# Mélanie Rutten
Mélanie Rutten (née en 1974) est une photographe, autrice et illustratrice belge de  littérature jeunesse.

## Biographie
Née en Belgique, Mélanie Rutten vit son enfance en Amérique centrale et en Afrique, puis retourne, à l’adolescence, à Bruxelles, ville où elle réside depuis. Elle a suivi une formation en photographie et en illustration. Elle mène une activité d'écriture et d'illustration en littérature jeunesse depuis 2008. Et parallèlement, elle anime des ateliers artistiques, à la fois pour enfants et adultes,,,. Elle est publiée aux éditions MeMo.
Son album Öko, un thé en hiver reçoit le Prix Sorcières 2011.
Nour, le moment venu est publié en 2012. La Revue des livres pour enfants écrit : « L'album, construit en courts chapitres, raconte l'ennui, le doute, puis le retour de la confiance en soi. Cette jeune auteure évoque autant Arnold Lobel, pour son art d'évoquer les petits bonheurs du quotidien et les découvertes essentielles de la vie que Kitty Crowther, pour son graphisme. » Son premier album Mitsu, un jour parfait était par ailleurs dédicacé à cette auteure et illustratrice.
L'Ombre de chacun, publié en 2013, a reçu plusieurs prix, et une Mention au prix international BolognaRagazzi 2014 à la Foire du livre de jeunesse de Bologne.
En 2015 est publié Les Sauvages. La critique de Télérama mentionne : « Comment dire la beauté des lavis qui s’imbibent de leurs chimères ? De ces illustrations sur le pouvoir de l’imaginaire enfantin qui aimantent à chaque page ? Les héros rôdent dans l’inconscient de chacun, pour y débusquer des zones de liberté, et s’y installer durablement. » Pour La Revue des livres pour enfants : « La puissance poétique du texte et de l'illustration de Mélanie Rutten crée un univers onirique où se joue comme une version douce de Max et les Maximonstres. »

## Œuvres

### Autrice et illustratrice
- Mitsu, un jour parfait[7], MeMo, 2008
- Öko, un thé en hiver, MeMo, 2010
- Eliott et Nestor, MeMo, 2011
- Nour, le moment venu[6], MeMo, 2012
- L'Ombre de chacun, MeMo, 2013
- La source des jours, MeMo, 2014
- La Forêt entre les deux, Memo, 2015
- Les Sauvages[9],[10], Memo, 2015
- Ploc, Memo, 2017
- L'Arbre de Ploc, Memo, 2019
- Chatchat, le chat du chien, MeMo, 2020
- Le dehors, MeMo, 2022

### Illustratrice
- Soit dit entre nous, j'aime trop l'amour, de Pilar Pujadas ; illustré par Mélanie Rutten, Le Castor astral, 2014
- Maintenant nous sommes deux, d'Antonio Malpica ; traduit de l'espagnol (Mexique) par Sophie Hofnung ; illustrations de Mélanie Rutten, L'École des loisirs, 2014

Participation
- Germano Zullo, À pas de loups, collectif d'illustrateurs, éd. À pas de loups, 2014

## Prix et distinctions
- 2011 :  Prix Sorcières, catégorie Premières lectures, pour Oko, un thé en hiver[5]
- 2012 : Prix Libbylit[11] décerné par l' IBBY, catégorie Album belge, pour Nour, le moment venu
- 2014 : 
  -  Mention Fiction, prix BolognaRagazzi de la Foire du livre de jeunesse de Bologne pour L'Ombre de chacun[8]
  -  Prix Brindacier[12] pour L'Ombre de chacun
- 2015 : 
  - Prix Québec-Wallonie-Bruxelles de littérature de jeunesse 2015[13] pour L'Ombre de chacun
  -  Mention « Librairies sorcières » de l’Association des Librairies Spécialisées Jeunesse (ALSJ), au Salon du livre et de la presse jeunesse pour Les Sauvages[14]
- 2016 : Prix de la Semaine Paul Hurtmans du livre de jeunesse[15] pour L'Ombre de chacun